# アナログ回線
アナログ回線（アナログかいせん）は、アナログ信号を伝送する電気通信回線の事である。アナログテレビ放送、FM・AMラジオなどの中継回線のような広帯域のものと、3.4kHzまでの音声伝送用の狭帯域のものとがある。有線・無線通信を組み合わせて提供されている。
中継回線では、周波数分割多重化(FDM)・パルス変調による時分割多重化(TDM)・アナログ-デジタル変換など、多重化を行い通信線路や電波帯域などの伝送路を有効活用している。
交換機を使用して接続を変更できる狭帯域の公衆交換電話網と、交換機を接続せず契約された周波数帯域の伝送を保障した専用線（特定通信回線）とがある。